# México Fútbol Club SAD
El México Fútbol Club SAD, anteriorment conegut com a Club Deportivo Paracuellos MX SAD y Paracuellos Antamira és un club de futbol espanyol amb seu a Paracuellos de Jarama, a la comunitat autònoma de Madrid. Fundat l'any 1995, juga a Tercera Federació, i celebra els partits a casa a l'Estadi Municipal, que té una capacitat de 1.500 espectadors.

## Història
Fundat l'any 1995 com a Soto de la Moraleja Club de Fútbol, l'Alcobendas va arribar per primera vegada a la tercera divisió l'any 2006-07, acabant en catorzena posició. L'any 2005 va canviar el nom a Soto de Alcobendas Club de Fútbol, l'any següent l'equip va tornar a anomenar-se Alcobendas Sport, amb la intenció d'abastar tota la ciutat.
L'abril de 2020, l'Alcobendas va anunciar un acord amb el CF Rayo Majadahonda, i va canviar el nom a CD Paracuellos Antamira. El 30 de maig de 2023 es va acabar el seu vincle d'afiliació, amb el Rayo Majadahonda escollint el CU Collado Villalba com a nou equip filial.
L'any 1970 es va fundar un altre club de la ciutat, l'Alcobendas CF. També va competir a les mateixes divisions.

## Temporada a temporada
- Com a Soto de la Moraleja

| Temporada | Nivell | Divisió | Lloc | Copa del Rei |
| --------- | ------ | ------- | ---- | ------------ |
| 1995–96   | 8      |         |      |              |
| 1996–97   | 8      |         |      |              |
| 1997–98   | 8      |         |      |              |
| 1998–99   | 7      |         |      |              |
| 1999–2000 | 6      |         |      |              |
| 2000–01   | 6      |         |      |              |
| 2001–02   | 5      |         |      |              |
| 2002–03   | 6      |         |      |              |
| 2003–04   | 6      |         |      |              |
| 2004–05   | 5      |         |      |              |

- Com a Soto Alcobendas

| Temporada | Nivell | Divisió | Lloc | Copa del Rei |
| --------- | ------ | ------- | ---- | ------------ |
| 2005–06   | 5      |         |      |              |
| 2006–07   | 4      | 3a      | 14è  |              |

- Com a Alcobendas Sport

| Temporada | Nivell | Divisió | Lloc | Copa del Rei  |
| --------- | ------ | ------- | ---- | ------------- |
| 2007–08   | 4      | 3a      | 7è   |               |
| 2008–09   | 4      | 3a      | 4t   |               |
| 2009–10   | 4      | 3a      | 16è  |               |
| 2010–11   | 4      | 3a      | 1r   |               |
| 2011–12   | 4      | 3a      | 8è   | Primera ronda |
| 2012–13   | 4      | 3a      | 14è  |               |
| 2013–14   | 4      | 3a      | 11è  |               |
| 2014–15   | 4      | 3a      | 3r   |               |
| 2015–16   | 4      | 3a      | 12è  |               |
| 2016–17   | 4      | 3a      | 3r   |               |
| 2017–18   | 4      | 3a      | 7è   |               |
| 2018–19   | 4      | 3a      | 3r   |               |
| 2019–20   | 4      | 3a      | 18è  |               |

- Com a Paracuellos Antamira

| Temporada | Nivell | Divisió | Lloc    | Copa del Rei |
| --------- | ------ | ------- | ------- | ------------ |
| 2020-21   | 4      | 3a      | 9è / 2n | N/A          |
| 2021–22   | 5      | 3a RFEF | 5è      | N/A          |
| 2022–23   | 5      | 3a Fed. | 4t      | N/A          |

- Com a Paracuellos MX

| Temporada | Nivell | Divisió | Lloc | Copa del Rei |
| --------- | ------ | ------- | ---- | ------------ |
| 2023–24   | 5      | 3a Fed. |      |              |

- Com a México FC

| Temporada | Nivell | Divisió | Lloc | Copa del Rei |
| --------- | ------ | ------- | ---- | ------------ |
| 2024–25   | 5      | 3a Fed. |      |              |
| 2025–26   | 5      | 3a Fed. |      |              |

- 15 temporades a Tercera Divisió
- 5 temporades a Tercera Federació

1. 1 2 3  Equip filial del CF Rayo Majadahonda.